# インドネシア鉄道EA207系電車
インドネシア鉄道IE305系電車（インドネシアてつどうIE305けいでんしゃ、インドネシア語：Kereta Rel Listrik INKA seri IE305）もしくはCLI-225系電車は、PT KAI(インドネシア鉄道会社)がKAIコミューター(KCI)のKRLコミューターラインにて2025年から導入予定の一般形車両である。

## 導入の経緯
インドネシア政府は2024年6月22日、日本からの中古車両輸入を禁止するとの最終決断を下したが、KRLコミューターラインの利用者増加や、それに行い慢性的な車両不足となっており、新造車両の増備は早急な課題であった。同形式は、2022年にスイスのシュタッドラー・レールと提携しPT INKA(インダストリ・クレタ・アピ)がEN規格で製造する予定であったが、在来車と同じく日本仕様（JIS規格）での製造を求めるKAIコミューター側との交渉によって、2023年3月に再度、KAIコミューターとINKAの間で調達契約が交わされた。

## 概要
PT INKAが共同で総合車両製作所(J-TREC)および東洋電機製造と技術協力し、PT INKAのマディウン工場にて製造される予定である。契約金額は約3.83兆ルピア（約361億9870万円）で発注される。2023年11月末には、東洋電機製造がこのINKA製新型車両向け電装品一式を約55億円で受注したと発表した。契約式には、日本インドネシア協会（JAPINDA）会長である第91代内閣総理大臣・福田康夫も出席している。予算や納期の都合上車輪や輪軸などは中国製（太原重工）となった。PT INKAの製造モデル名は IE305 となっているが、インドネシア鉄道会社の形式規則番号(PD8B)ではEA207 であり、KCIの形式規則では、CLI-225 となっている。
2025年から2027年にかけて12両編成16本の導入が予定されているマディウン工場にて生産しデポック車両基地に配属され、ボゴール線に導入される予定である。東洋電機製造製の電装品は、10編成目までは完成品を輸入し6編成の一部は現地でのノックダウン生産となる予定である。2025年2月27日に落成した第1編成は、運輸省鉄道総局の認証を取得するため、マディウン工場からソロ・ジェブレス駅に甲種輸送される予定である。走行試験は、ジョグジャカルタ線（ジョグジャ・ソロ線）を往復4,000km走行の試運転において実施され、車両の基本性能を確認し問題が無いか確認する予定である。KAIコミューター(KCI)、東洋電機製造、ナブテスコと共同で走行試験を行っている。

### 車両落成
3月17日にソロ・ジェブレス駅へ甲種輸送が行われた。3月21日にトゥグ駅からクラテン駅間で国営企業担当副大臣のカルティカ・ウィルジョアトモジョの搭乗の上で走行試験が実施した。同氏は、「ジョグジャカルタ線でINKA製車両を試乗したが、素晴らしかった。非常にスムーズで非常に安定しており速度も早く、エアコンも冷たかった」と、24日の書面声明で述べた。走行試験には、車両の加速・最高速度での走行・制動装置の確認が含まれる。INKAの広報およびシニアマネージャーであるヌール・アイシャは「今回実施された走行試験では、空車時と満載時の両方のパラメーターを調整する必要があるため、結果がどうなるかはまだ結論づけられない」と述べた。
2025年4月21日にPT KAIの広報担当副社長アン・パーバは「PT KAIは子会社のKAIコミューターを通じて、信頼性が高く安全で、現代的な都市交通を提供するという取り組みを強化し続けている」と語り、「この取り組みの一環として、KAIコミューターはINKAが製造した最新の電車を受領し、一連の走行試験を受けるためにジャカルタに到着した」と述べた。第一編成は段階的にジャカルタに到着しており、4月17日に6両、20日の早朝に残りの6両が到着した。現在は、12両編成に組成し直されている。
2025年4月22日にジャカルタコタ駅で行われたジャカルタ電車運行100周年式典にて、ESS3200形電気機関車、Seri 8500 JALITA塗装車(元 東急電鉄8500系)、EA206系電車と共に展示が行われた。

## 車両概説
VVVFインバーター装置や補助電源装置は東洋電機製造が日本の鉄道会社向けの走行機器をベースに設計を若干手直ししたという形となっている。内装にはJR東日本E235系電車と同仕様の吊り革を採用しており、客用ドアの上部には液晶ディスプレイ（LCD）による車内案内表示装置を1機搭載する。車端部には車椅子スペースがあり、折りたたみ座席が設置されている。

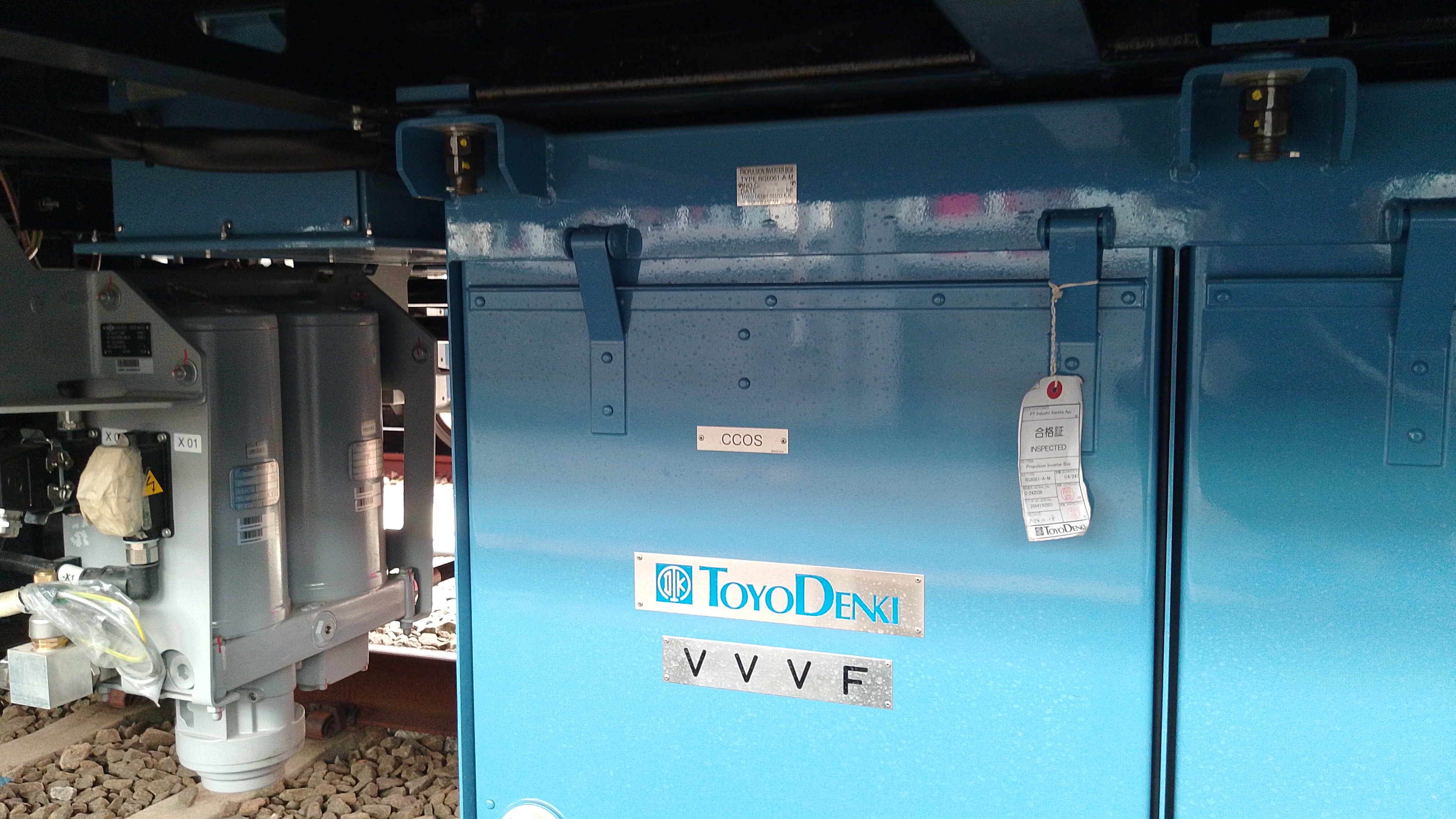
VVVFインバータ制御装置 RG6061-AM形（東洋電機製造製）
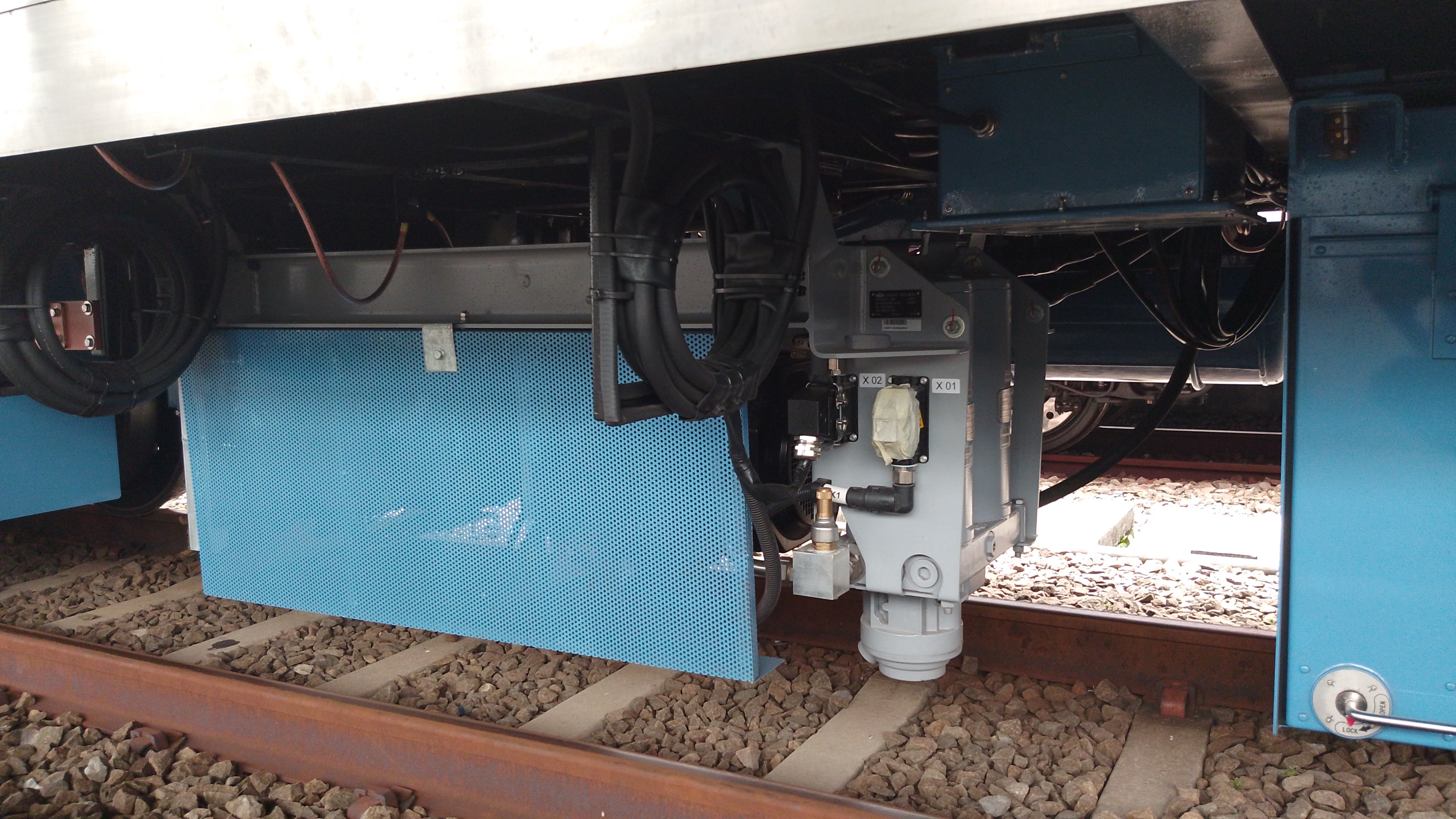
電動空気圧縮機 VV180-T形（クノールブレムゼ製）
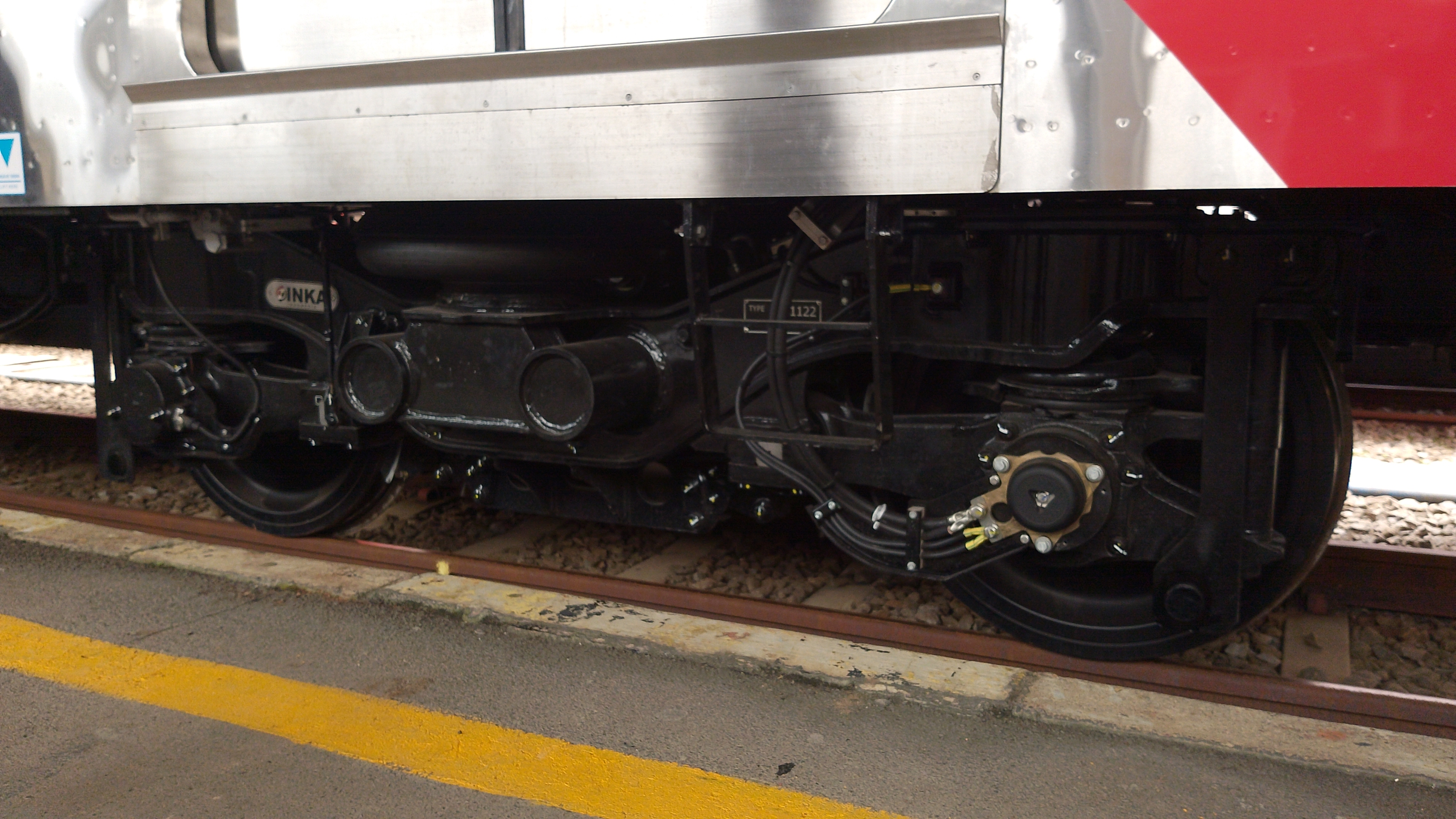
EA207系の動力台車（MB1122）
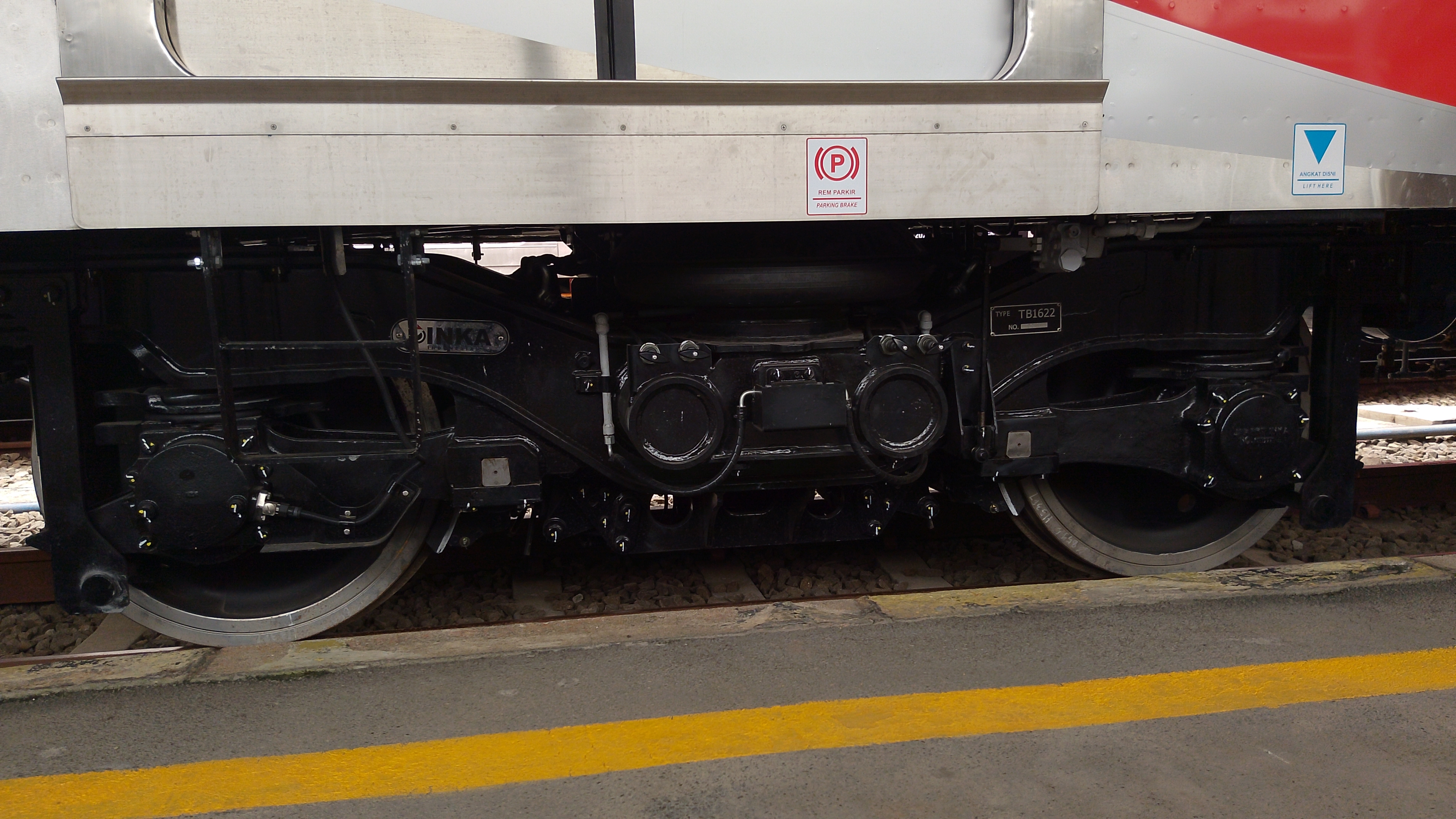
EA207系の付随台車（TB1622）
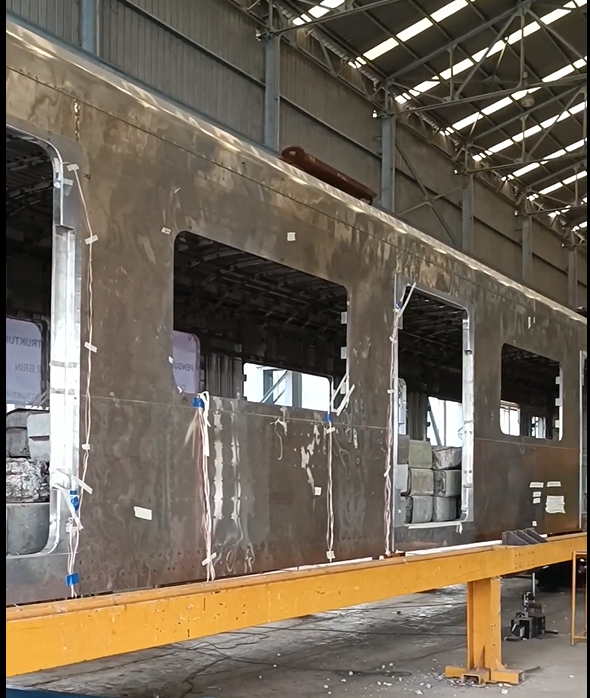
製造中の構体

## 編成表
|                   | 編成            |                 |                 |                 |                 |                 |                 |                 |                 |                 |                 |                 |
| 号車              | 1 (Tc)          | 2 (M1)          | 3 (M2)          | 4 (T1)          | 5(T2)           | 6 (M1)          | 7 (M2)          | 8 (T3)          | 9(T4)           | 10 (M1)         | 11 (M2)         | 12 (Tc)         |
| CLI-225. 1001編成 | K1 1 25 37 1001 | K1 1 25 38 1002 | K1 1 25 39 1003 | K1 1 25 40 1004 | K1 1 25 41 1005 | K1 1 25 42 1006 | K1 1 25 43 1007 | K1 1 25 44 1008 | K1 1 25 45 1009 | K1 1 25 46 1010 | K1 1 25 47 1011 | K1 1 25 48 1012 |
| CLI-225. 2001編成 | 2001            | 2002            | 2003            | 2004            | 2005            | 2006            | 2007            | 2008            | 2009            | 2010            | 2011            | 2012            |

## ギャラリー

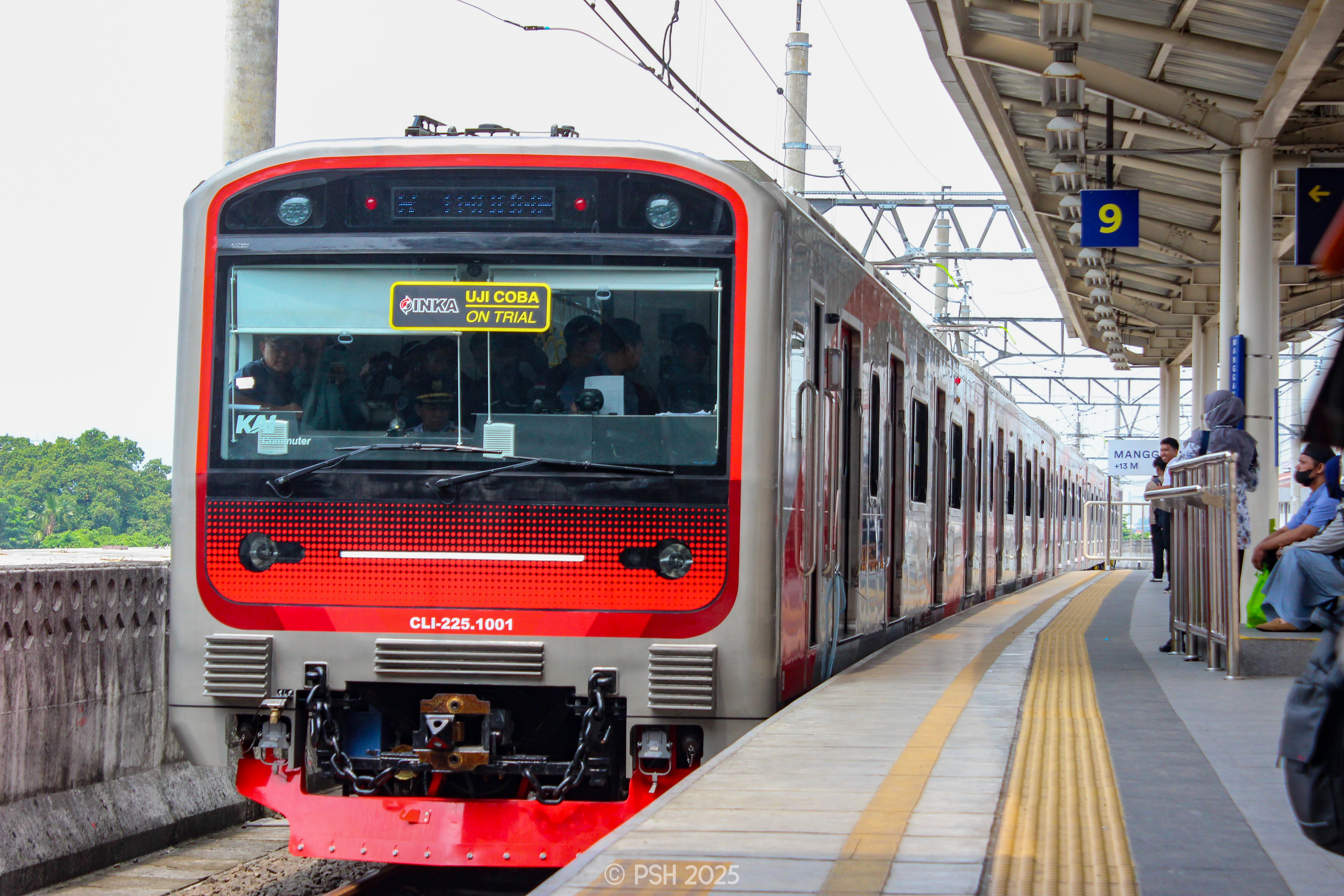
マンガライ駅に停車中のEA207形
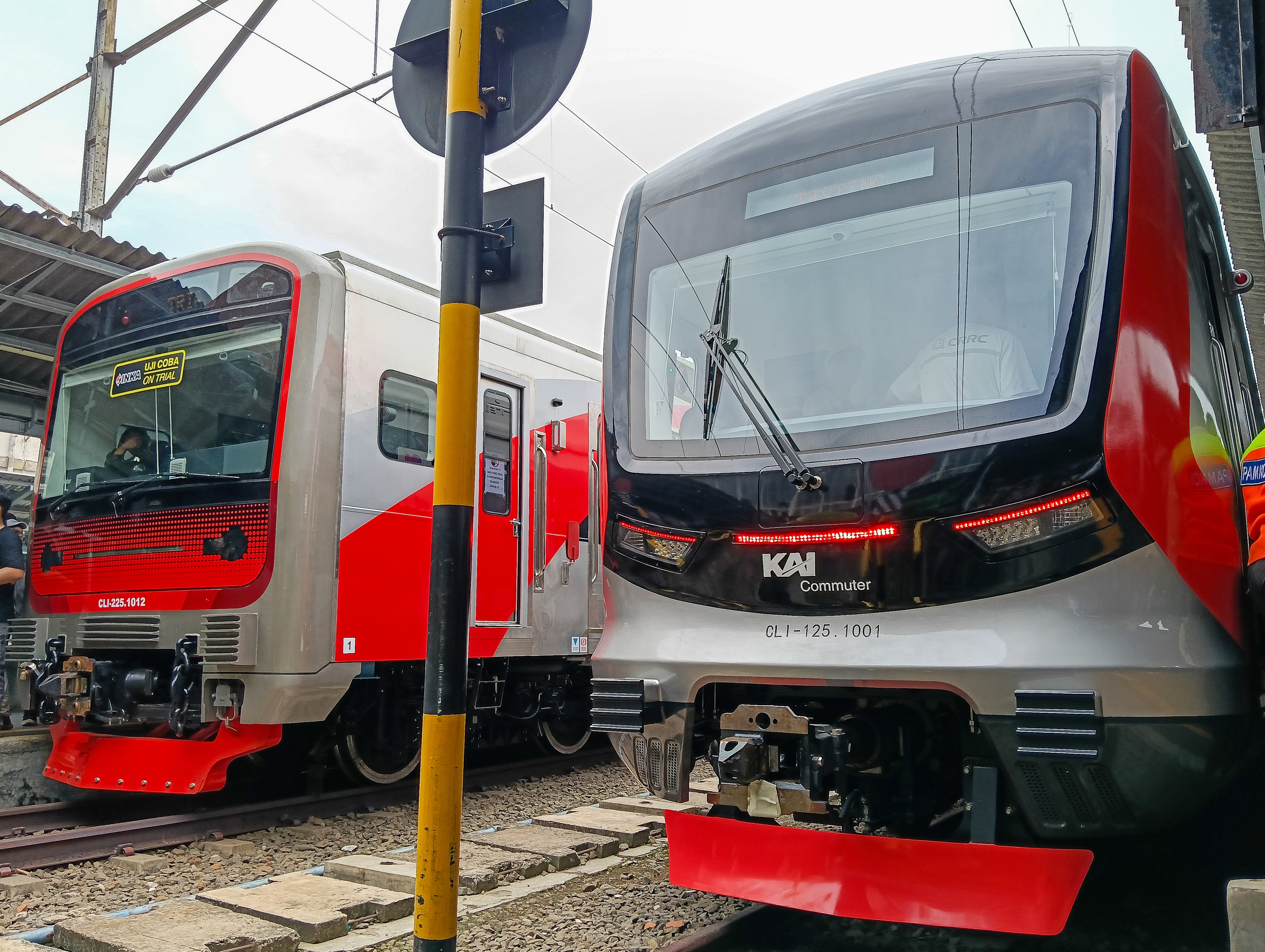
ジャカルタ電車運行100周年式典にてEA206形電車と共に展示されている様子
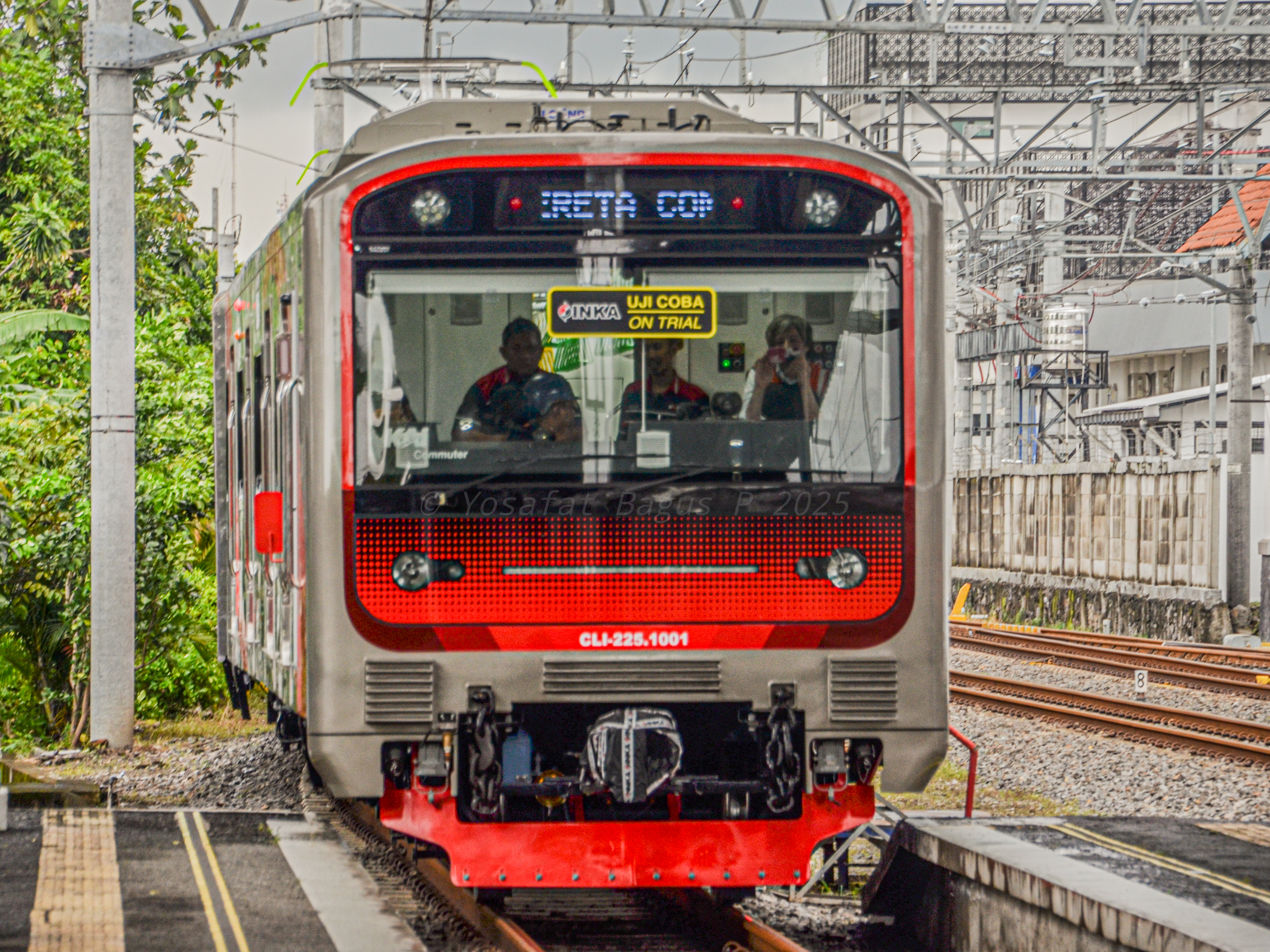
ソロ・ジェブレス駅を出発するEA207系
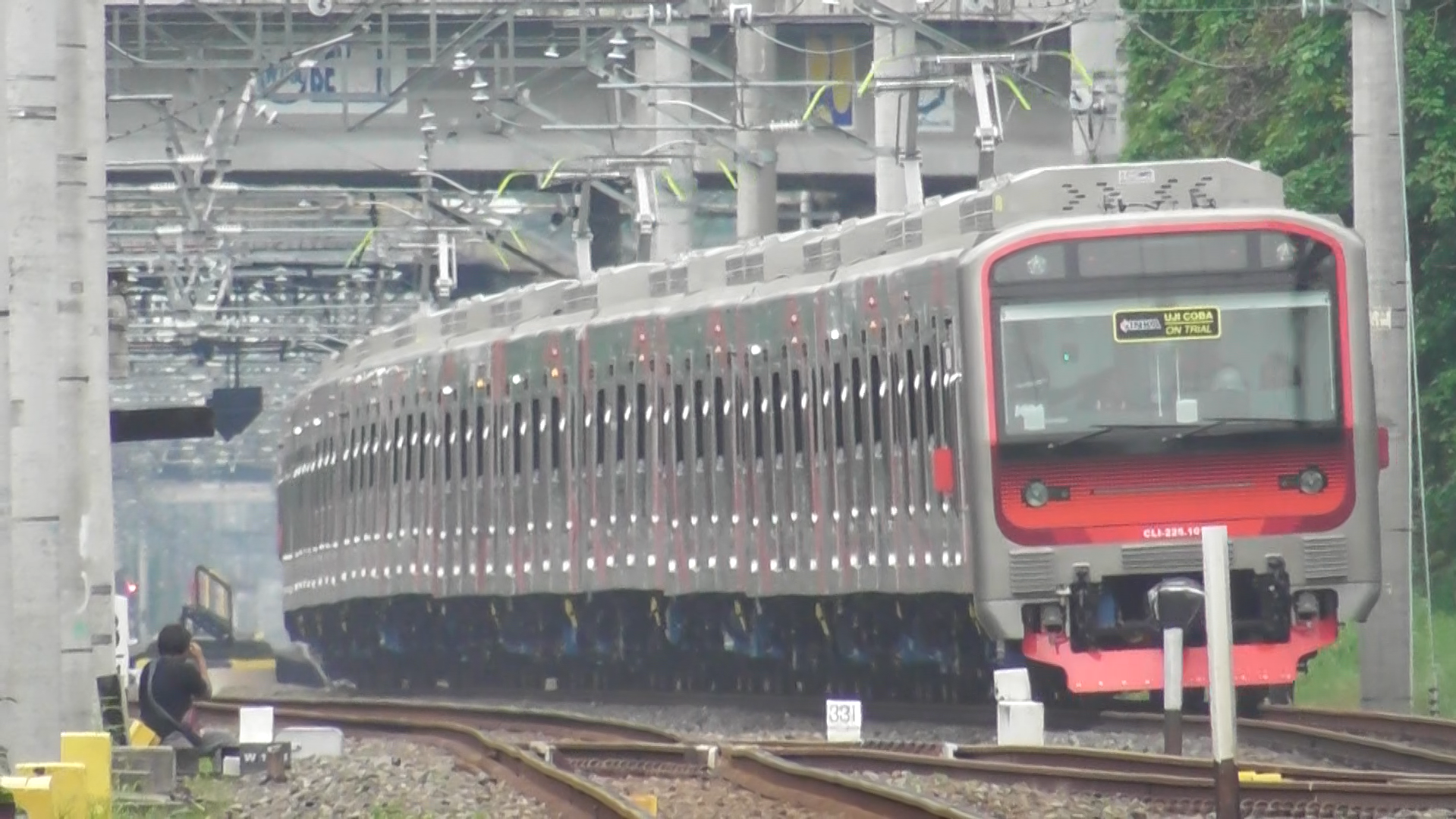
ジョグジャカルタ線を試運転する様子
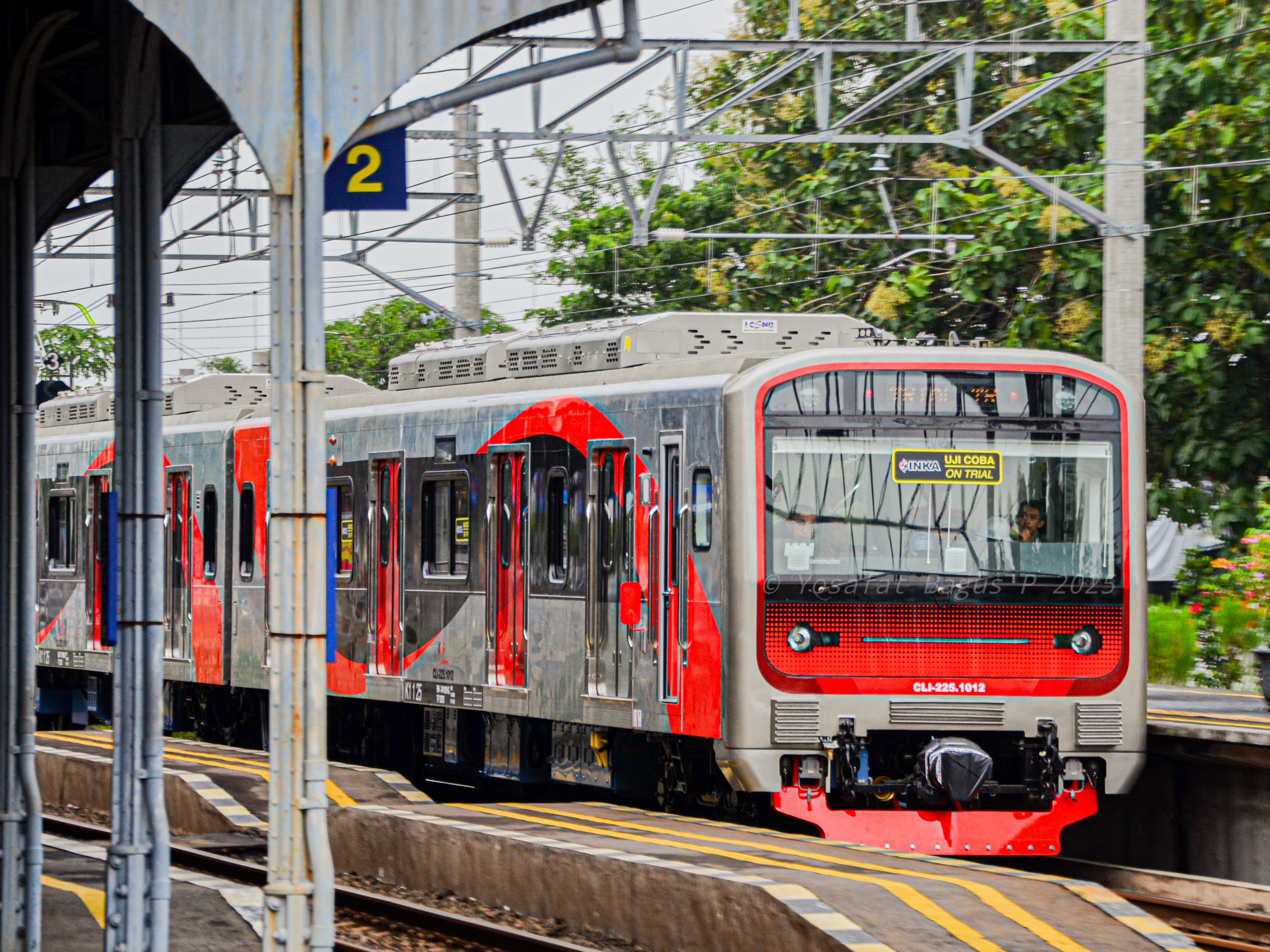
デラング駅に停車中のEA207系
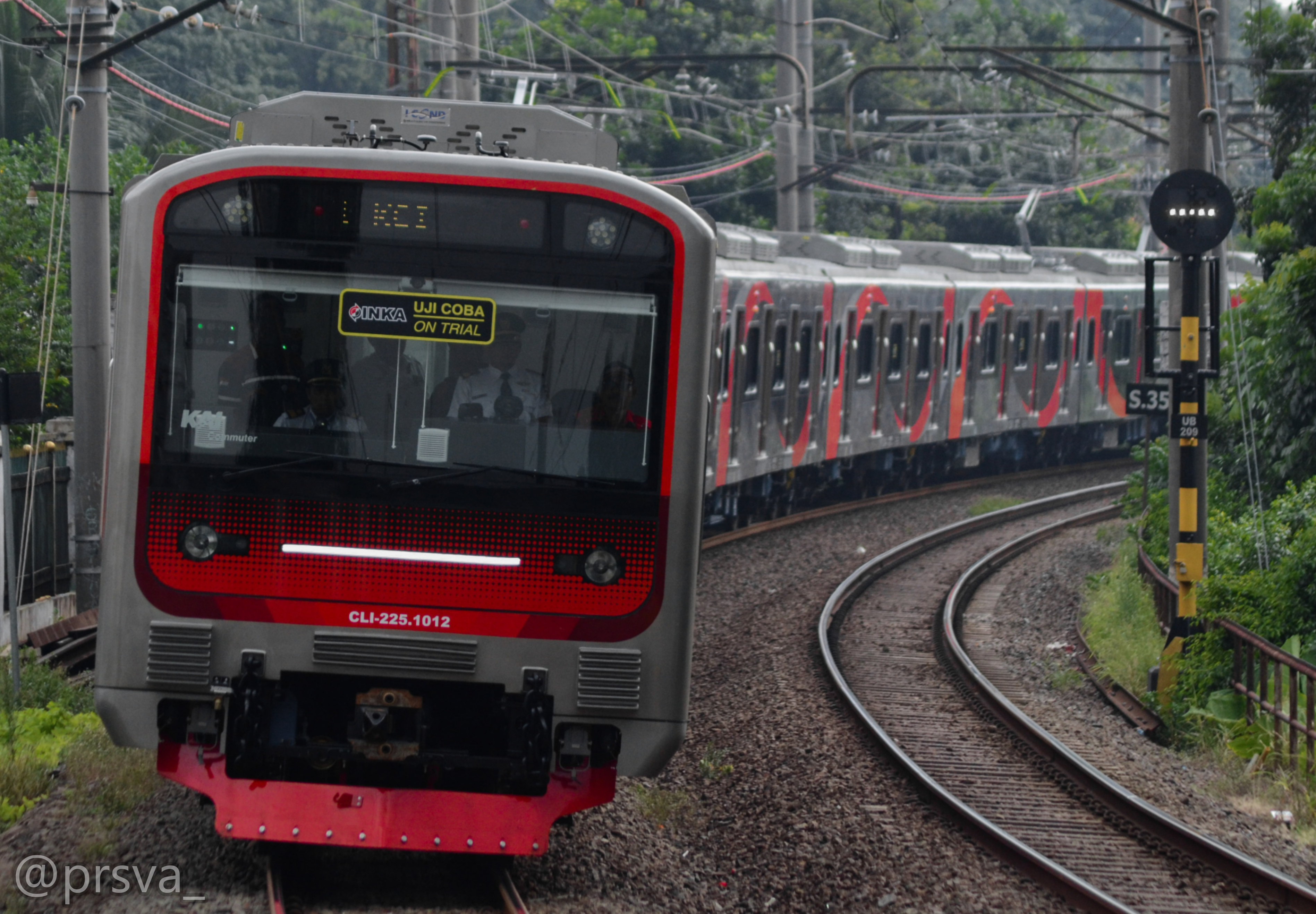
レンテン・アグン駅に入線するEA207形

## 関連記事
- PT KAI(インドネシア鉄道会社) - KAIコミューター - KRLコミューターライン
- EA201系電車（KRL-I系）
- EA202系電車（KfW I-9000系）
- EA203系電車（Basoetta）
- EA206系電車（CLI-125系・SFC120-V系）- 同時期に導入される新形式車両